# Dunkle Wasser (2023)
Dunkle Wasser ist ein Fernsehfilm aus der Landkrimi-Filmreihe aus dem Jahr 2023 von Arash T. Riahi und Arman T. Riahi mit Christoph Luser und Salka Weber.  Nach Drachenjungfrau (2016), Das dunkle Paradies (2019) und Flammenmädchen (2021) ist dies der vierte Landkrimi aus dem Bundesland Salzburg.

## Handlung
Aus dem Mattsee wird die Leiche der 17-jährigen Elena Burgstaller geborgen. Chefinspektor Rafael Dorner ist im gleichnamigen Ort aufgewachsen und übernimmt den Fall. Er ist nach einem traumatischen Erlebnis im Dienst mehrfach negativ aufgefallen, daher wird ihm Inspektorin Alexandra „Alex“ Fink zur Seite gestellt, die ihn im Auge behalten soll. Alex hatte die Lehrveranstaltung Hasskriminalität anhand von Fallbeispielen bei Dorner an der Universität besucht, die Vorlesung wurde allerdings abgesetzt.
Bei der Toten handelt es sich um die Tochter von Dorners Jugendfreundin Franziska Burgstaller. Fink sieht die Nähe von Dorner zu den Beteiligten skeptisch, allerdings bietet diese auch Vorteile. Elenas Freund Lukas Schober hatte sie zuletzt am Freitag gesehen, später wollte sie noch zum früheren Gemeindearzt Dr. Anton Siebert und am Samstag mit ihrer besten Freundin Caro Fellner zu einem Konzert. Caro gibt allerdings an, nicht mit Elena beim Konzert gewesen zu sein. Siebert hatte sich um Elenas Vater gekümmert, als dieser schwer krank war. Sieberts Enkeltochter Anna starb vor fünf Jahren, allerdings fehlten damals Beweise für ein strafbares Geschehen.
Dorner verdächtigt den Kleinkriminellen und Drogendealer Max „Cosy“ Kozak, den er auch für den Mörder in Annas Fall hält. Kozak droht seinem Kumpel Robert Auer, mit ihm ins Gefängnis zu wandern, sollte er Informationen gegenüber der Polizei preisgeben. Gerichtsmediziner Dr. Gappmaier stellt aufgrund der Waschhaut als Todeszeitpunkt Elenas Freitag gegen 23:30 fest; sie hatte noch gelebt, als sie ins Wasser geworfen wurde. Fink ordnet zusätzlich ein Drogenscreening an. Lukas Schober behauptet allerdings, noch am darauffolgenden Samstag mit Elena telefoniert zu haben. Für Fink ist Lukas Schober der Haupttatverdächtige, als Motiv vermutet sie Eifersucht, nachdem Elena schwanger war. Lukas gibt an, nichts von einer Schwangerschaft gewusst zu haben. Tatsächlich wurde am Samstag noch mit Elenas Handy telefoniert, unklar ist, wer das Telefonat geführt hat. Von Caro erfährt Fink, dass Kozak vor ein paar Wochen versucht hatte, Elena in seinem Laden zu vergewaltigen, Caro war Augenzeugin und hatte die Tat unterbrochen. Sie vermutet, dass Kozak Elena unter Drogen gesetzt hatte.
Fink durchsucht Kozaks Hütte am See, die Spurensicherung findet dort Blutspuren. Laut Fink könnte Kozak ermordet worden sein, allerdings fehlt die Leiche. Der Zuschauer sieht, dass Kozak im Zuge eines Streits mit Dorner gestürzt und mit dem Kopf aufgeschlagen ist. Die Leiche hat Dorner in einer Autopresse entsorgt.
In einem am See liegenden Boot von Siebert werden Spuren einer DNA gefunden, die jener von Dorner ähnlich ist. Dorner ist der Meinung, in Mattsee keine Verwandtschaft mehr zu haben. Auf Dorners Nachfrage gibt Siebert an, nicht sein Großvater zu sein. Er zeigt ihm allerdings das Tagebuch seines Vaters. Darin soll er erfahren, wie die Schobers zu ihrem Reichtum kamen. Am 7. April 1945 tauchte die SS in der Tischlerei der Dorners auf, nachdem sein Geselle Schober ihnen verraten hatte, dass sein Chef eine jüdische Familie im Haus versteckt hält. Tischler Dorner wurde erschossen, Am 21. März 1946 brachte Cecilia Dorner ein Kind zur Welt, wobei der Vater unklar war. Nach Druck auf Cecilia Dorner musste sie ihren Betrieb sehr günstig an die Schobers verkaufen, was der Grundstein für deren Wohlstand war.
Fink erzählt Dorner, dass sie seine Akte gelesen hat und er aufhören solle, sich die Schuld am Suizid seiner depressiven Kollegin zu geben. Dorner findet im Studio von Magnus Schober Aktfotos von Elena. Magnus gibt an, dass sie sich diese Fotos für seinen Bruder Lukas gewünscht hat. Ein DNA-Abgleich ergibt, dass die Blutprobe aus dem Boot von Siebert mit der DNA von Magnus Schober übereinstimmt, Magnus und Dorner sind somit verwandt. Der Anwalt der Schobers erwirkt, dass Dorner im Fall Elena nicht mehr ermitteln darf, weil er der Familie zu nahe steht. Dorner ermittelt allerdings auf eigene Faust weiter. Dorner gesteht Fink, dass er Elena in der Tatnacht gesehen hat, sie hatte Streit mit Lukas und wollte, dass Dorner sie aus Salzburg abholt. Unter Einfluss von Drogen hatten die beiden Geschlechtsverkehr.
Dorner erzählt Magnus, dass Lukas gestanden hat, dass er gemeinsam mit Magnus die Leiche von Elena im See versenkt hat, nachdem sie nach einer Drogenparty nicht mehr geatmet hatte. Magnus bestreitet dies zunächst, seine DNA im Boot von Siebert sei kein Beweis dafür, später behauptet er, dass es ein Unfall war und niemand Schuld hatte. Als Fink Magnus wegen Mordes an Elena festnehmen möchte, wird dieser von Franziska Burgstaller erschossen. Viktor Schober, der Vater von Magnus, eilt herbei, um den Tod seines Sohnes zu betrauern.

## Produktion

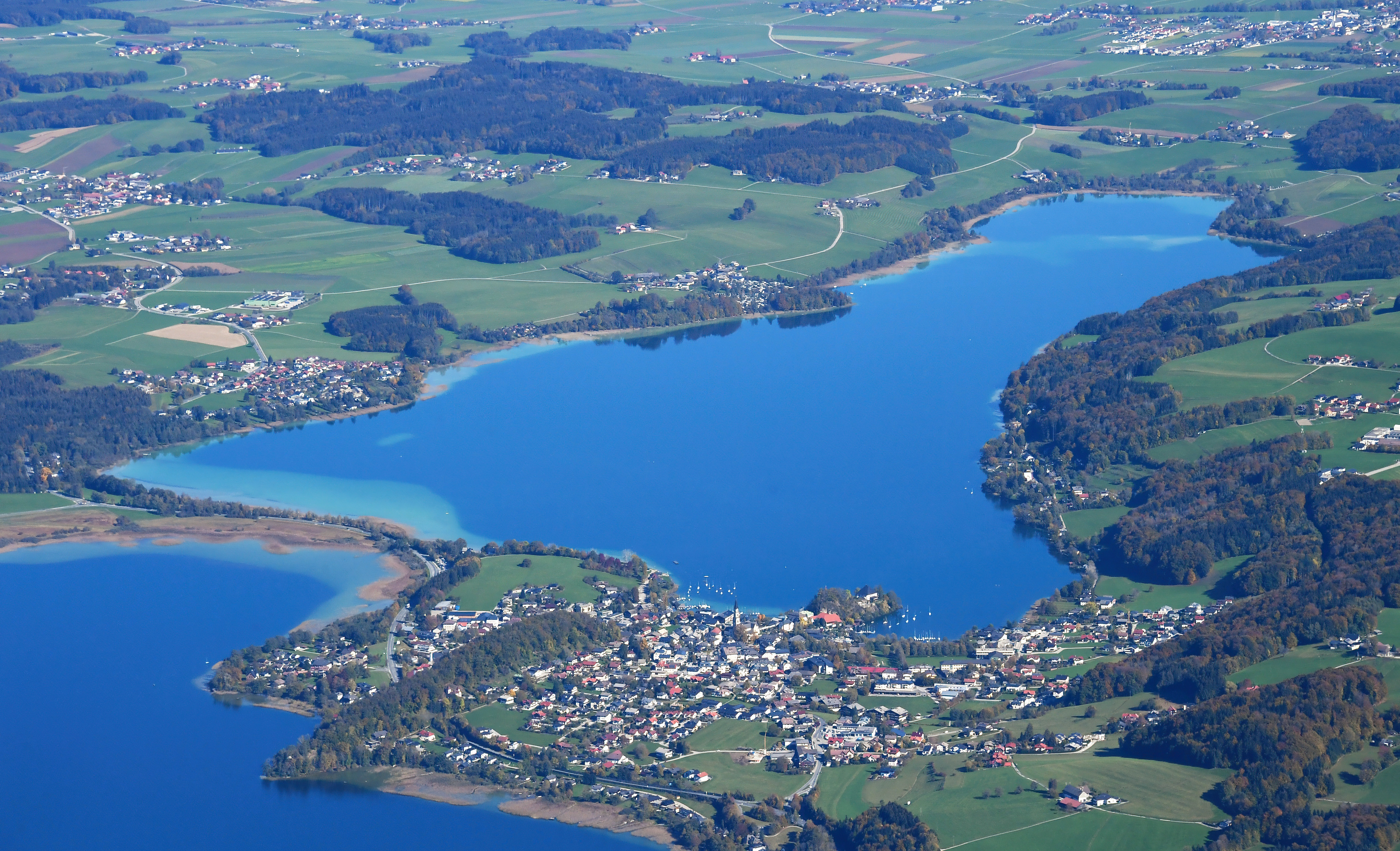
Einer der Drehorte: der Mattsee

Die Dreharbeiten fanden vom 26. April bis zum 24. Mai 2022 statt, gedreht wurde im Land Salzburg. Drehorte waren der Mattsee im gleichnamigen Ort und die Stadt Salzburg.
Produziert wurde der Film von der Gebhardt Productions GmbH (Produzenten Florian Gebhardt und Gregor Schmalix), beteiligt waren der Österreichische Rundfunk und das ZDF, unterstützt wurde die Produktion vom Fernsehfonds Austria und dem Land Salzburg.
Die Kamera führte Anna Hawliczek, die Musik schrieb Karwan Marouf, die Montag verantwortete Lisa Zoe Geretschläger und das Casting Marion Elisabeth Rossmann. Das Kostümbild gestaltete Monika Buttinger, das Szenenbild Julia Oberndorfinger und Attila Plangger, den Ton Claus Benischke und Bernhard Zorzi und das Maskenbild Judith Kröher Falch und Tünde Kiss-Benke.

## Veröffentlichung
Premiere war am 23. März 2023 auf der Diagonale in Graz. Im ORF wurde der Film erstmals am 30. Jänner 2024 ausgestrahlt, die ZDF-Erstausstrahlung war am 27. Mai 2024. In der ZDF-Mediathek wurde der Film am 20. Mai 2024 veröffentlicht.

## Rezeption
Astrid Ebenführer schrieb auf DerStandard.at, dass Autor Ralph Werner Kommissar Dorner an seine psychischen und physischen Grenzen schicke, das wirke teils allzu gewollt. Und auch die rasanten Wendungen seien nicht immer nachvollziehbar. Weniger wäre mehr gewesen, eine Fortsetzung wünsche man sich dennoch, das Ermittlerteam brauche noch Zeit, um sich zusammenzuraufen.
Tilmann P. Gangloff vergab auf tittelbach.tv 4,5 von 6 Sternen. Der Film sei vor allem darstellerisch und bildgestalterisch sehr sehenswert, aber auch die zunehmend undurchsichtige Geschichte habe es in sich.
tvspielfilm.de urteilte: „Bewegender Fall, stimmige Besetzung — hier passt alles“.
Oliver Alexander schrieb auf quotenmeter.de, dass der Film kontinuierlich Spannung aufbaue, insgesamt entstand ein durchweg spannender Kriminalfilm, der von der intensiven Dynamik zwischen den Hauptcharakteren und der atmosphärischen Darstellung lebe.
Teleschau befand, dass der Film, der mehr Neo-Noir-Thriller als Krimi sei, auch durch seine Ästhetik überzeuge, während Täter und Motiv lange verborgen blieben und die Ermittler ebenso wie die Zuschauer verschiedenen Fährten folgten. Zum wiederholten Mal beweise der Landkrimi damit, dass ein Regionalkrimi durchaus auch unkonventionell aussehen könne.
Oliver Armknecht bewertete den Film auf film-rezensionen.de mit sechs von zehn Punkten. Das Szenario sei eigentlich nicht besonders. Umgesetzt wurde das aber sehr spannend, atmosphärisch und schauspielerisch sei der Blick in die Abgründe stark geworden.
Quote
Die Erstausstrahlung im ZDF am 27. Mai 2024 wurde von 4,28 Millionen Zuschauern verfolgt, der Marktanteil betrug 16,9 Prozent.